# تاریخ قزاقستان

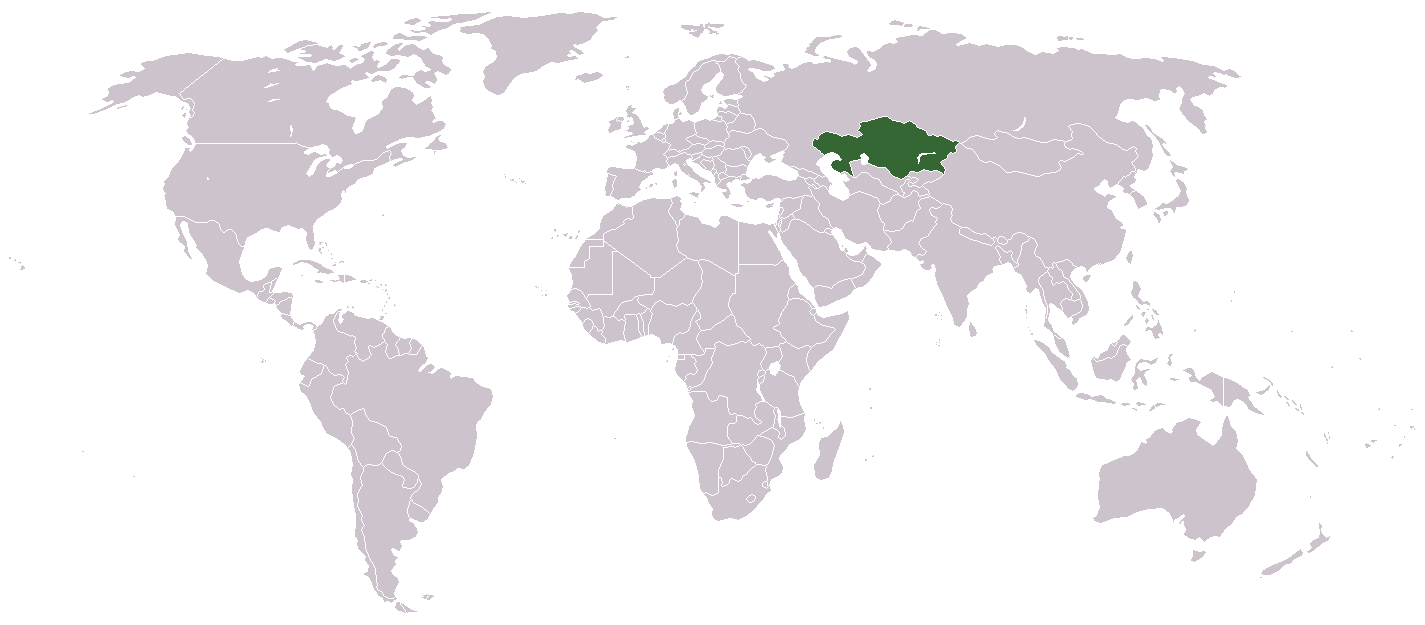
موقعیت قزاقستان در آسیای مرکزی

تاریخ قزاقستان (انگلیسی: History of Kazakhstan) به تاریخ قزاقستان می‌پردازد. بزرگ‌ترین کشوری است که به‌طور کامل توسط استپ اوراسیا پوشیده شده‌است. این کشور یک چهارراه تاریخی بوده‌است و محل زندگی بسیاری از مردم، کشورها و امپراتوری‌های مختلف در طول تاریخ بوده‌است.

## شهرهای با پیشینه ایرانی در قزاقستان
- مقاله اصلی: شهرهای با پیشینه ایرانی در قزاقستان

معماری و ادبیات آسیای مرکزی ریشه در معماری ایرانی دارد. سغدی‌ها در قرون وسطی نقش بسیار عظیمی در آسیای مرکزی داشتند و قبل از اسلام شهرها و تمام کاروان‌سراهایی را که در جاده ابریشم بود را سغدی‌ها ساخته‌اند. در غرب چین و نزدیک به مرز قزاقستان شهر ژرکینت وجود دارد که نام درست فارسی آن یارکند است مثل چیمکند، تاشکند، سمرکند یا پنجکند که پسوند سغدی (ایرانی) کند دارند.
در کتابخانه ابوریحان بیرونی در ازبکستان ۴۳ هزار نسخه خطی نگهداری می‌شود که ۳۹ هزار تای آن به زبان فارسی است. در شهر آلماتی چندین نسخه خطی نادر به زبان فارسی وجود دارد که در هیچ‌کجای دیگر یافت نمی‌شود. دو کتاب از عبدالرحمان جامی که در شهر بلخ کتابت شده و تحفةالاحرار که ۲۳ سال قبل از مرگ جامی در زمان زنده بودن او کتابت شده‌است.
در قزاقستان به خصوص شهر آلماتی، تعدادی از فارسی‌زبانان هستند. تعدادی تاجیک و تعدادی افغانستانی‌های مهاجر و اندکی از ایرانیان هم هستند و در استان قزاقستان جنوبی چند مدرسه فارسی برای تاجیک‌هایی است که سال‌ها در آن جا ساکن هستند وجود دارد. نباید فراموش کنیم که هم زبان فارسی و هم زبان‌های ایرانی در قزاقستان وجود دارند. کردهای قزاقستان که ریشه‌شان به ایران برمی‌گردد و ایرانی‌تبار هستند حدود ۵۰ هزار نفر هستند. در شهر آلماتی در میدان جمهوری مجسمه سرباز سکایی وجود دارد. سکایی‌ها از اقوام ایرانی بودند. در موزه ملی قزاقستان هم پیکره‌های دیگری از ایرانیان باستان وجود دارد.
بخش‌هایی از قزاقستان، در طول تاریخ بخش‌هایی از قزاقستان به خصوص جنوب قزاقستان، بخشی از امپراتوری ایران بود. در ادبیات فارسی بارها با نام طراز و بت قبچاق برخورد می‌کنید که در شعر فارسی بسیار آمده‌است. ایرانی‌ها ارتباط دیرینه‌ای با قسمت آسیای مرکزی به‌خصوص قزاقستان داشتند ولی فرهنگ ایرانی به‌مراتب فراتر از کشورهای آسیای مرکزی می‌رسد و کوچ‌نشین‌های سکایی در آسیای مرکزی و ولگا زندگی می‌کردند. بررسی‌های باستان‌شناختی نشان می‌دهد که در این مناطق آن فرهنگ، دیرینه بوده‌است. در قرون وسطی نیز زبان فارسی در آسیای مرکزی، به‌ویژه بعد از سامانیان که زبان مردم منطقه فارسی بود، بسیار گسترش پیدا کرده بود و حتی پادشاهان ترک و مغول نژاد افتخار می‌کردند که با آن صحبت کنند و به آن شعر بگویند. در کتاب شهریستان‌های ایرانشهر آمده‌است که نخستین شهری که ایرانیان بنیاد کردند، سمرکند بود. ایرانیان در نزدیکی سمرکند شهرهای چاچ، بخارا و اسفیجاب را ساختند. شهرهای ختن و کاشغر نیز از آفریده‌های ایرانیان است.
در ادبیات فارسی به‌طور فراوان نام شهرهای اسفیجاب و طراز آمده‌است برای نمونه در شعر رودکی سمرقندی روی به محراب نهادن چه سود؟ دل به بخارا و بتان طراز، ایزد ما وسوسه عاشقی، از تو پذیرد، نپذیرد نماز آمده‌است یا در شاهنامه فردوسی بارها ذکر شده‌است. اسفیجاب و طراز از شهرهای سامانیان بودند. اسماعیل سامانی مردم زرتشتی طراز را به اجبار مسلمان کرد. در بعضی از کتاب‌های تاریخ مردم شهر طراز مسلمان و فارسی‌زبان نام برده شده‌اند.
- مقاله اصلی: طراز

تراز کهن

طراز یا تراز ابتدا از آن سغدیان بود. پس از آن چینی‌ها و گوکترکان نیز به منطقه‌ای که طراز در آن قرار داشت وارد شدند. طراز در دوره‌های بعد جزئی از پادشاهی سامانیان شد و سامانیان دین اسلام را با خود به این شهر آوردند. زبان فارسی، زبان رسمی سامانیان نیز در آن زمان زبان رسمی منطقه تراز شد. در روزگار باستان طراز در منطقه شمال سرزمین سغد قرار داشت و به تبع آن ساکنانش عمدتاً سغدیان بودند. سغدی‌ها قومی ایرانی نژاد بودند که به زبان سغدی از زبان‌های ایرانی تکلم می‌کردند. سرزمین سغد به دلیل قرار داشتن در مسیر اصلی جاده ابریشم از اهمیت بالایی برخوردار بود و به نوعی دالان اصلی ارتباط مردم چین و شمال هند با ایرانی‌ها، اروپایی‌ها و تمدن‌های خاور نزدیک بود. پس از ورود ترکان آسیای میانه مانند گوک‌ترک‌ها و نیز چینی‌های هان تغییراتی در ترکیب نژادی منطقه پیدا شد و عناصر ترک‌تبار با مردم بومی آن منطقه آمیخته شدند به گونه‌ای با ترکیب سغدی‌ها و ترکان و چینیان مهاجر و نیز ورود سامانیان به آن منطقه زبان سغدی به سرعت به نفع فارسی و ترکی عقب‌نشینی کرد. امروزه بازمانده‌های سغدیان تنها در دره رود زرافشان در شمال تاجیکستان که در فاصله‌ای نزدیک به طراز قرار دارد یافت می‌شوند. تاجیکان فارسی‌زبان و ترکان که روس‌ها به آن‌ها سارت می‌گفتند حدود ۷۵٫۴۶٪ جمعیت شهر را تشکیل می‌دادند و هم‌تبار مردم زرافشان بودند.
- مقاله اصلی: فاراب

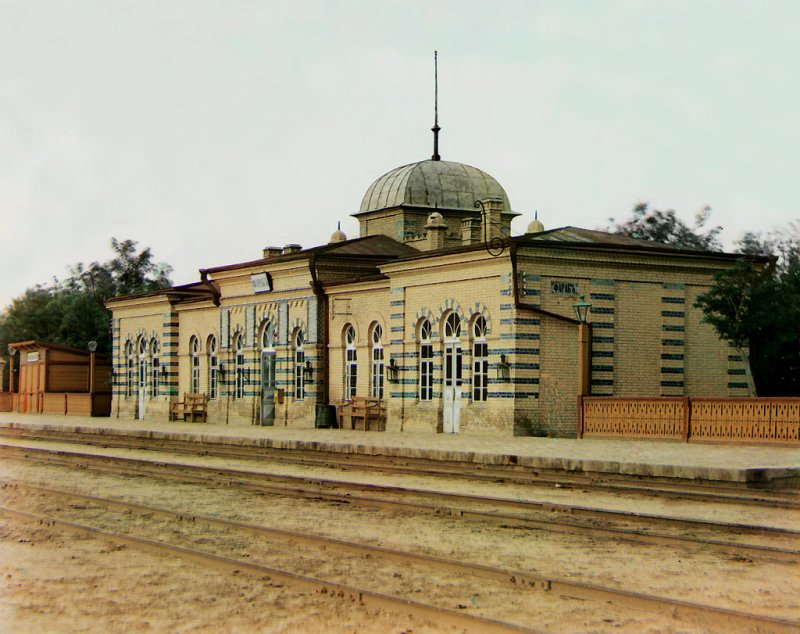
ایستگاه راه‌آهن فاراب، اثر سرگی میخائیلوویچ پروکودین گورسکی

فاراب یا اُترار نام شهری‌است کهن در کرانه باختری سیردریا. فاراب نام کهن تر این شهر است و نام اترار در سده‌های میانه براین شهر نهاده‌شد. این شهر در کنار راه ابریشم جای داشته و امروزه ویرانه‌هایش در نزدیکی شهر قرتو در قزاقستان کنونی جای دارد. ابونصر فارابی و اسماعیل بن حماد جوهری از فاراب بوده‌اند. تیمور لنگ در این شهر مرده‌است. همچنین نقطه شروع حمله مغول به ایران این شهر بود به دلیل اینکه حاکم وقت این شهر غایرخان بود که بازرگانان مغول را کشت زمانی که مغولان این شهر را محاصره کردند شهر ۵ ماه مقاومت کرد. نام و واژه فاراب (فاریاب، پاریاب) واژه‌ای فارسی و به معنی زمینی است که با آب قنات و رود آبیاری می‌شود و دیم نیست.
- مقاله اصلی: اسپیجاب

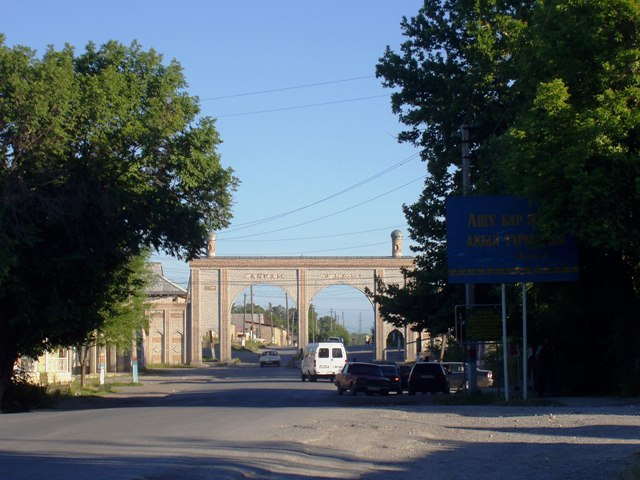
دروازه اصلی شهر اسپیجاب

اَسپیجاب (نام‌های دیگر: اسفیجاب، سپیجاب، سیرام و شبران) شهر و ناحیه‌ای در کشور قزاقستان است. اسپیجاب در دوره سامانیان ناحیه پهناوری بود که سرزمین‌های حاصل‌خیز پیرامون رود اریس را در بر می‌گرفت و از خاور تا دره تلس (طراز) امتداد می‌یافت و مرکز آن نیز به اسپیجاب آوازه داشت. این شهر در جلگه‌ای بر کران راست رود سیردریا قرار داشت. فردوسی، اسپیجاب (سپیجاب) را در نبرد ایرانیان و تورانیان، در قلمرو تورانیان دانسته‌است. مردم اسپیجاب، مانند اهالی بلاساغون و تراز به زبان‌های سغدی و ترکی سخن می‌گفتند. نوح بن اسد، فرمانروای سامانی سمرقند، کناره‌های استپ‌های ترک‌نشین قزاقستان امروزی را نیز فتح کرد و در سال ۲۲۵/۸۴۰ حصاری به دور شهر اَسپیجاب کشید تا از آن در برابر حملات ترکان حفاظت کند. این شهر به سبب لشکرکشی‌های خوارزمشاهیان، به ویژه یورش مغولان در ۶۱۶ق دستخوش ویرانی و کشتار فراوان شد و پس از آن رونق، ارزش و نام آن از میان رفت. دربارهٔ ریشه واژه اسپیجاب دو احتمال وجود دارد. یکی که اینکه اسپیجاب از دو واژه پهلوی اسپیگ(درخشان) و آب ساخته شده و دیگری نزدیکی واژه اسپیج با واژه سپید فارسی است. کاشغری در دیوان لغات الترک از اسپیجاب با نام شهر سفید (مدینةالبیضاء) یاد کرده‌است. گویا همزمان با یورش مغول به فرارود، اسپیجاب به سیرام تغییر نام داد.
- مقاله اصلی: چیمکند

چیمکند (صورت‌های دیگر: چیمکنت، شیمکنت، به قزاقی: Шымкент / Şımkent) شهری در قزاقستان و مرکز استان قزاقستان جنوبی است. چیمکند با ۶۲۹٬۶۰۰ نفر جمعیت (سال ۲۰۱۱) پس از آلماتی و آستانه سومین شهر پرجمعیت قزاقستان است. چیمکند در ۶۹۰ کیلومتری غرب آلماتی و ۱۲۰ کیلومتری شمال تاشکند، پایتخت ازبکستان، واقع شده‌است. چیمکند در سده دوازدهم میلادی در مسیر راه ابریشم و به عنوان کاروانسرایی برای پاسداری از شهر اسپیجاب که در ده کیلومتری خاور چیمکند قرار دارد ساخته شد. محل این کاروانسرا با گذر زمان به بازاری برای بازرگانی میان کوچ‌نشینان و یکجانشینان تبدیل شد.
- مقاله اصلی: مرکه

مرکه یا مرکی مرکز بخشی به همین نام در استان ژامبیل در جنوب قزاقستان پشت کوه‌های تیان‌شان در ۱۲۰ کیلومتری آلماتی و در نزدیکی مرز قرقیزستان است که معروف به قم قزاقستان است و مردم آن شیعیان ایرانی هستند. جمعیت شیعه در این کشور ریشه و فرهنگ و نژاد و زبان ایرانی دارند. مردم این شهر آذربایجانی‌های ایرانی هستند که توسط بلشویکها در سال ۱۹۳۸ به این ناحیه کوچانده شده‌اند. این افراد از آذربایجانی‌های عشایری بودند که در مرز ارس تردد می‌کردند و پس از این که در سال ۱۹۱۸ مرزها بسته شد، در آن سوی مرز گرفتار و محبوس شدند. حکومت شوروی از ترس شورش این افراد، آن‌ها را به قزاقستان کوچاند و تا امروز نیز در آنجا ساکن هستند. بر اساس آخرین آمار مجمع جهانی اهل‌بیت علیه السلام از شیعیان قزاقستان در سال ۲۰۰۸ میلادی از مجموع ۱۵ میلیون و ۳۴۶ هزار نفر جمعیت قزاقستان، ۳۵۴ هزار و ۸۵۰ نفر شیعه هستند که نسبت آن‌ها به کل جمعیت این کشور حدود ۲٫۳ درصد است. جمعیت شیعه در این کشور ریشه و فرهنگ و نژاد و زبان ایرانی دارند.